# Final Song
Final Song er en sang fra 2016 af den danske electropopsangerinde MØ, fra hendes andet studiealbum. Sangen er skrevet og komponeret af MØ og Noonie Bao sammen med MNEK, som producerede sangen. Final Song blev udgivet gennem Sony Music Entertainment. Den blev udgivet på YouTube samme dag – den 13. maj 2016 – og på iTunes Store dagen efter. Den har nået top fem i Danmark, top 20 i Norge og top 100 i Australien, Sverige og Storbritannien.

## Musikvideo
Musikvideoen, som blev instrueret af Tomas Whitmore, blev udgivet på YouTube den 9. juni 2016.

## Komposition
"Final Song" er en uptempo, upbeat tropical house sang, som indeholder elementer fra dancehall, indie pop og alternative dance.

## Hitlister
| Hitliste (2016)                                  | Højeste placering |
| ------------------------------------------------ | ----------------- |
| Australien (ARIA)                                | 17                |
| Østrig (Ö3 Austria Top 40)                       | 30                |
| Belgien (Ultratip Flanderen)                     | 14                |
| Belgien (Ultratop Vallonien)                     | 23                |
| Canada (Canadian Hot 100)                        | 100               |
| Tjekkiet (Singles Digitál Top 100)               | 24                |
| Danmark (Tracklisten)                            | 4                 |
| Frankrig (SNEP)                                  | 200               |
| Tyskland (Official German Charts)                | 18                |
| Ungarn (Stream Top 40)                           | 29                |
| Irland (IRMA)                                    | 7                 |
| Italien (FIMI)                                   | 51                |
| Holland (Dutch Top 40)                           | 21                |
| Holland (Single Top 100)                         | 22                |
| New Zealand (RIANZ)                              | 20                |
| Norge (VG-lista)                                 | 9                 |
| Portugal (AFP)                                   | 52                |
| Skotland (Official Charts Company)               | 8                 |
| Slovakiet (Rádio Top 100)                        | 41                |
| Slovakiet (Singles Digitál Top 100)              | 14                |
| Spanien (PROMUSICAE)                             | 87                |
| Sverige (Sverigetopplistan)                      | 52                |
| Schweiz (Schweizer Hitparade)                    | 35                |
| Storbritannien Dance (Official Charts Company)   | 7                 |
| Storbritannien Singles (Official Charts Company) | 14                |